# 黃露惠
黃露惠（1950年—），筆名雨路，高雄人，台灣作家、社會運動倡議者、星座專家。過去為台北晚晴協會早期參與之會員，曾任高雄市晚晴婦女協會創會理事長。創作以散文為主，其對於生命情感的省思常成為筆下主題，以切身體驗，觀察女性的心理困境。

## 生平概略
黃露惠在高雄商職畢業後，到了台北發展，擔任自立早報編輯，與此同時也積極參與婦女議題相關的社會組織。成為台北晚晴協會前身「拉一把協會」的會員。
1990年，黃露惠曾與曹愛蘭、陳來紅等人彙集十五個婦女團體，籌辦「人間有愛」活動為心路基金會募款，當時第一天在街頭即募得35萬元，當晚陳長文則捐款百萬，公開承認自己是「心路家長」。「心路家園」因而得以成立。後續，黃露惠持續在自立早報「家庭版」經營社會關懷、提昇大眾的認知及支持。
1991年3月，黃露惠帶著台北晚晴協會所募來的25萬元，南下返回故鄉，成立高雄晚晴婦女協會，成為高雄晚晴的創會理事長。

## 學歷
- 省立高雄商職（現高雄市立高雄高級商業職業學校）

## 經歷
- 臺北市生命線協會義工
- 《家庭與婦女》雜誌編輯
- 《自立早報》藝文組副主任、婦女及生活版主編
- 高雄市晚晴婦女協會創會會長[5]
- 高雄市光行者成長協會創辦人
- 高雄縣社會局單親協會心靈成長課程講師
- 高雄第二監獄女所心靈教師[6]

## 著作
- 《再入紅塵》（1988，自立晚報社）
- 《化蝶人間》（1989，自立報系文化出版部）
- 黃露惠、施寄青，《人間有愛》（1989，方智）
- 雨路、劉頤、方硯，《千手情愛》（1989，自立報系文化出版部）
- 《愛的路上》（1992，自立晚報社，ISBN 9789575961862）
- 《占星活出你自己》（1998，方智，ISBN 9789576795596）
- 《挫折是生命的恩賜：探索心靈內在桃花源》（2002，曼尼文化，ISBN 9789579022477）
- 《擴展與療癒──占星與光的學習與應用》（2011，光的課程資訊中心，ISBN 9789868591721）
- 《熟年的喜悅》（2015，自行出版）[7]